# مريم راشد (ممثلة)
مريم راشد ممثلة بحرينية تعتبر من كبار الفنانات في البحرين، تفوقت في تأدية دور الأم النصوحة المحافظة صاحبة الحكمة، شاركت في العديد من الأعمال المعروفة مثل البيت العود وفرجان لول وحزاوي الدار والكلمة الطيبة واولاد بوجاسم ودموع الرجال والعديد من الأعمال، توقفت عن التمثيل واختفت عن الساحة الفنية وتركت المجال الفني عام 2005.

## أعمالها

### المسلسلات
- صور من الحياة
- دموع الرجال
- عائلة أبو رويشد
- أولاد بو جاسم
- فتاة أخرى
- سوالف أم هلال (ج3)
- محسن منكم وفيكم
- التائهة
- فايز التوش (ج1)
- الدانة
- بيت الجن

### في المسرح
- أليس في بلاد العجائب
- طق يا مطر طق
- الحذاء الذهبي
- قيس ولبنى